# Spieß-Melde
Die Spieß-Melde (Atriplex prostrata), auch Spießblättrige Melde genannt, ist eine Pflanzenart aus der Gattung der Melden (Atriplex) innerhalb der Familie der Fuchsschwanzgewächse (Amaranthaceae).

## Beschreibung

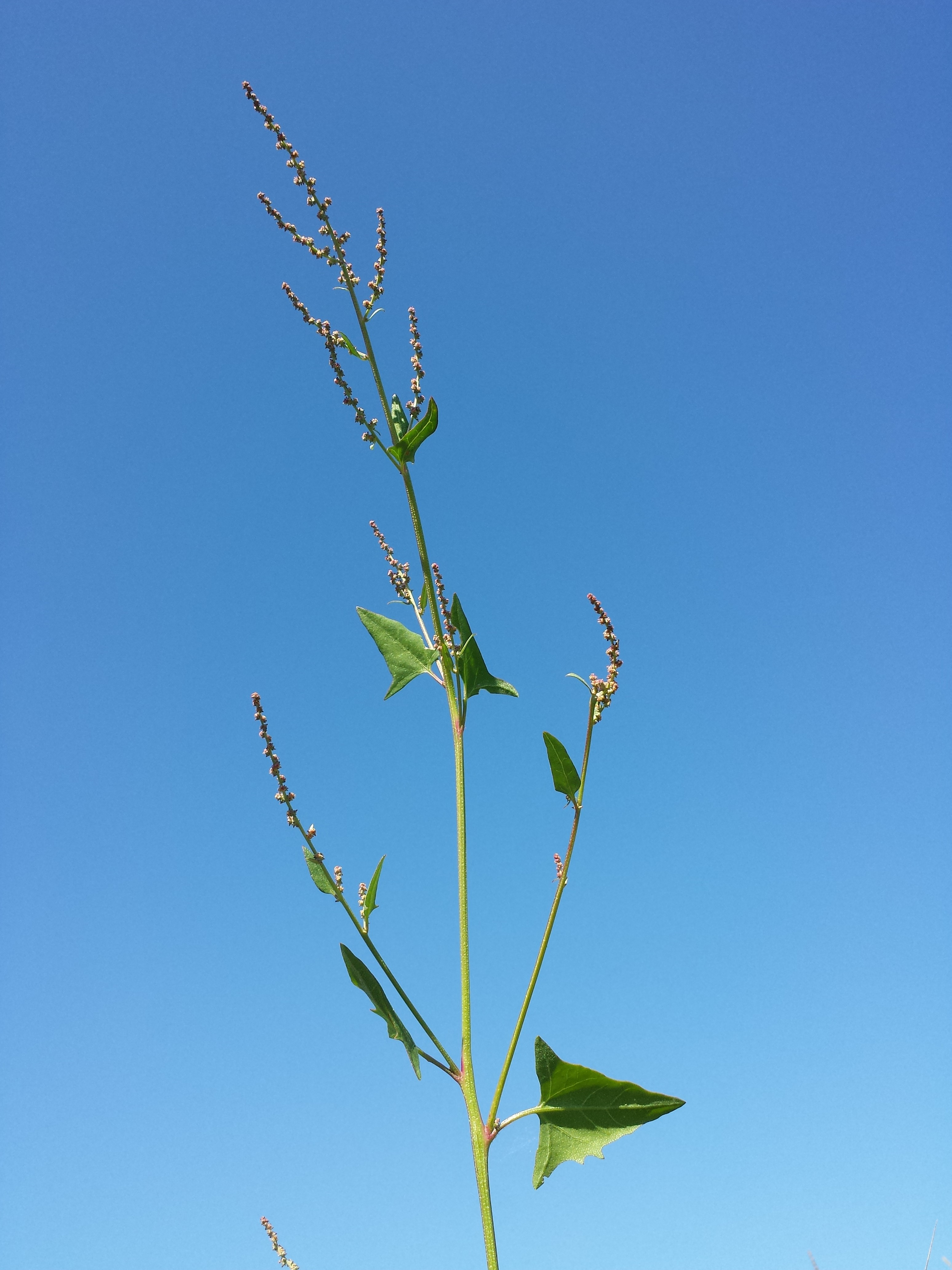
Habitus

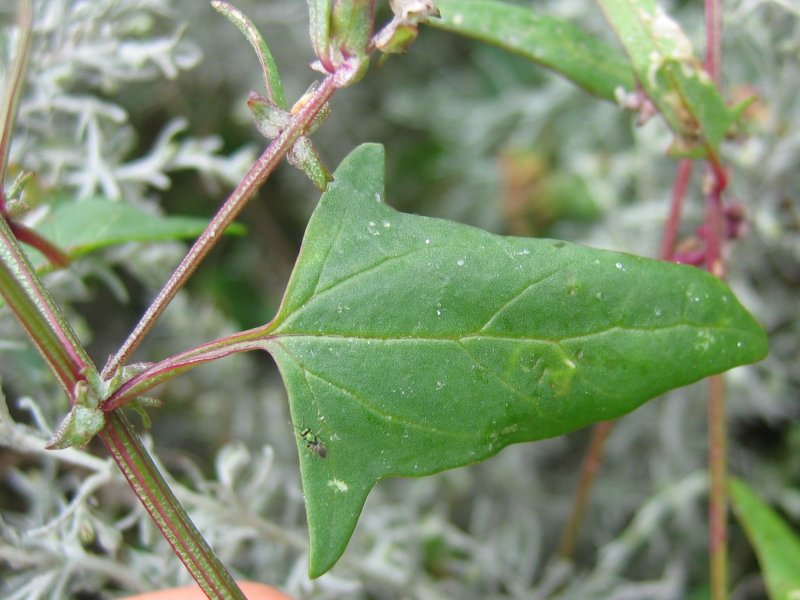
Gestieltes Laubblatt

### Vegetative Merkmale
Die Spieß-Melde ist eine einjährige krautige Pflanze. Der meist aufrechte, gerippte, grüne oder gestreifte Stängel erreicht eine Länge von bis 60, selten bis zu 100 Zentimetern; er ist im unteren und mittleren Teil verzweigt mit niederliegenden oder aufsteigenden Ästen, die durch Blasenhaare mehr oder weniger mehlig bestäubt sind.
Die wechselständig, die unteren auch gegenständig am Stängel angeordneten Laubblätter sind in Blattstiel und Blattspreite gegliedert. Der Blattstiel ist 1 bis 3 Zentimeter lang. Die Blätter weisen eine Länge von 5 bis 10 Zentimetern und eine Breite von 4 bis 10 Zentimetern auf. Die oberseits kahle, unterseits leicht bemehlte Blattspreite ist dreieckig-spießförmig mit nach unten gerichteten oder horizontal stehenden Seitenecken und mit gestutztem oder leicht herzförmigem Spreitengrund. Der Blattrand ist mehr oder weniger stark unregelmäßig gezähnt bis ganzrandig. Bei Pflanzenexemplaren an salzigen Standorten sind die Laubblätter mitunter fleischig.

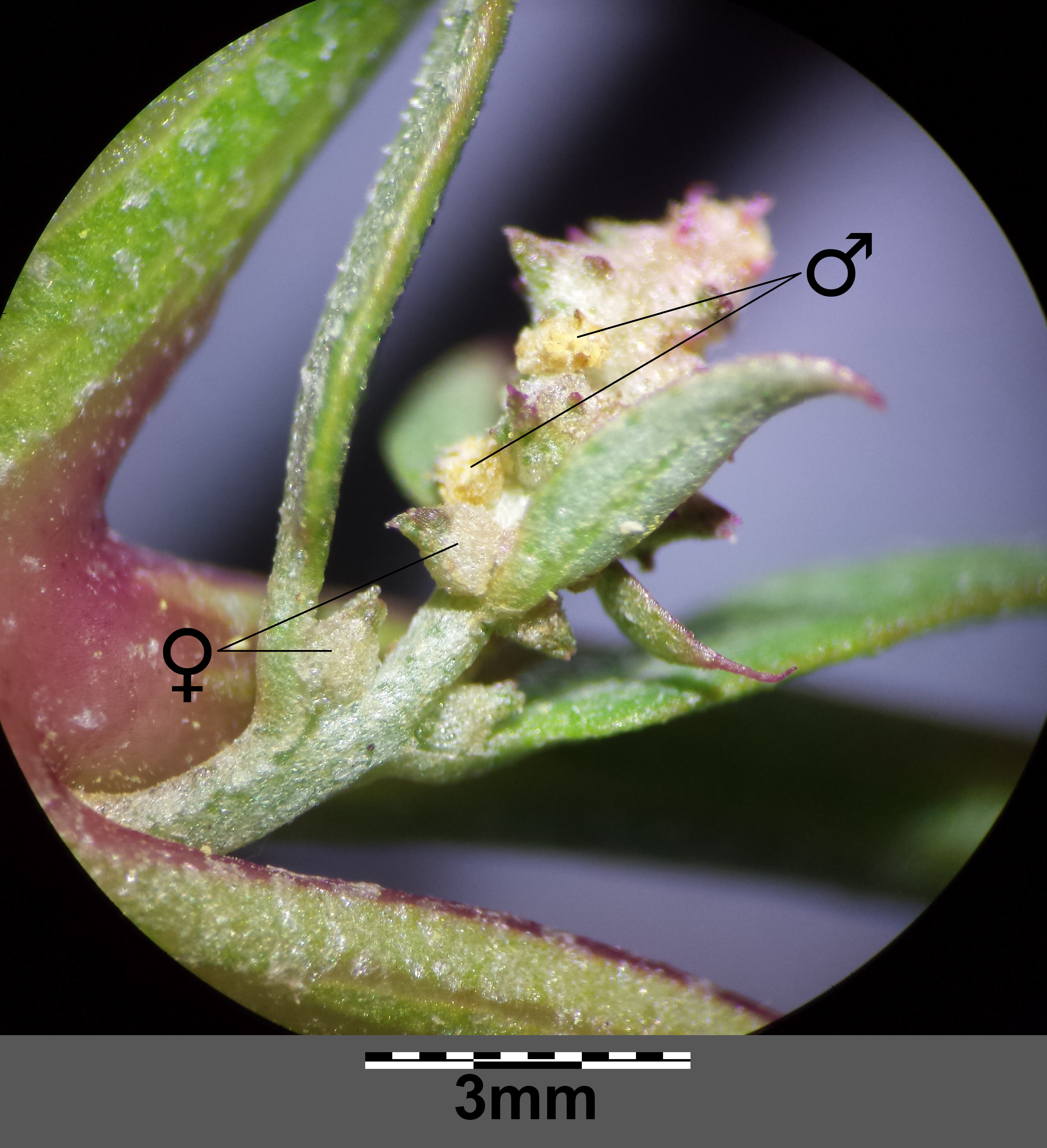
Blütenstand mit weiblichen und männlichen Blüten

### Blütenstand und Blüte
Die Blütezeit der Spieß-Melde reicht in Deutschland von Juli bis September. In dichteren oder unterbrochenen, manchmal zusammengesetzten ährigen Blütenständen sind die Blüten weitgehend ohne Tragblätter in abstehenden Knäueln angeordnet. Die Spieß-Melde ist einhäusig getrenntgeschlechtig (monözisch).
Die männlichen Blüten besitzen drei bis, meist fünf längliche, gelbgrüne Blütenhüllblätter (Tepalen) und fünf Staubblätter. Die weiblichen Blüten werden von zwei grünen, bemehlten, dreieckig-spießförmigen oder dreieckig-eiförmigen Vorblättern umhüllt, Blütenhüllblätter sind nicht vorhanden, sie enthalten nur einen vertikalen Fruchtknoten.

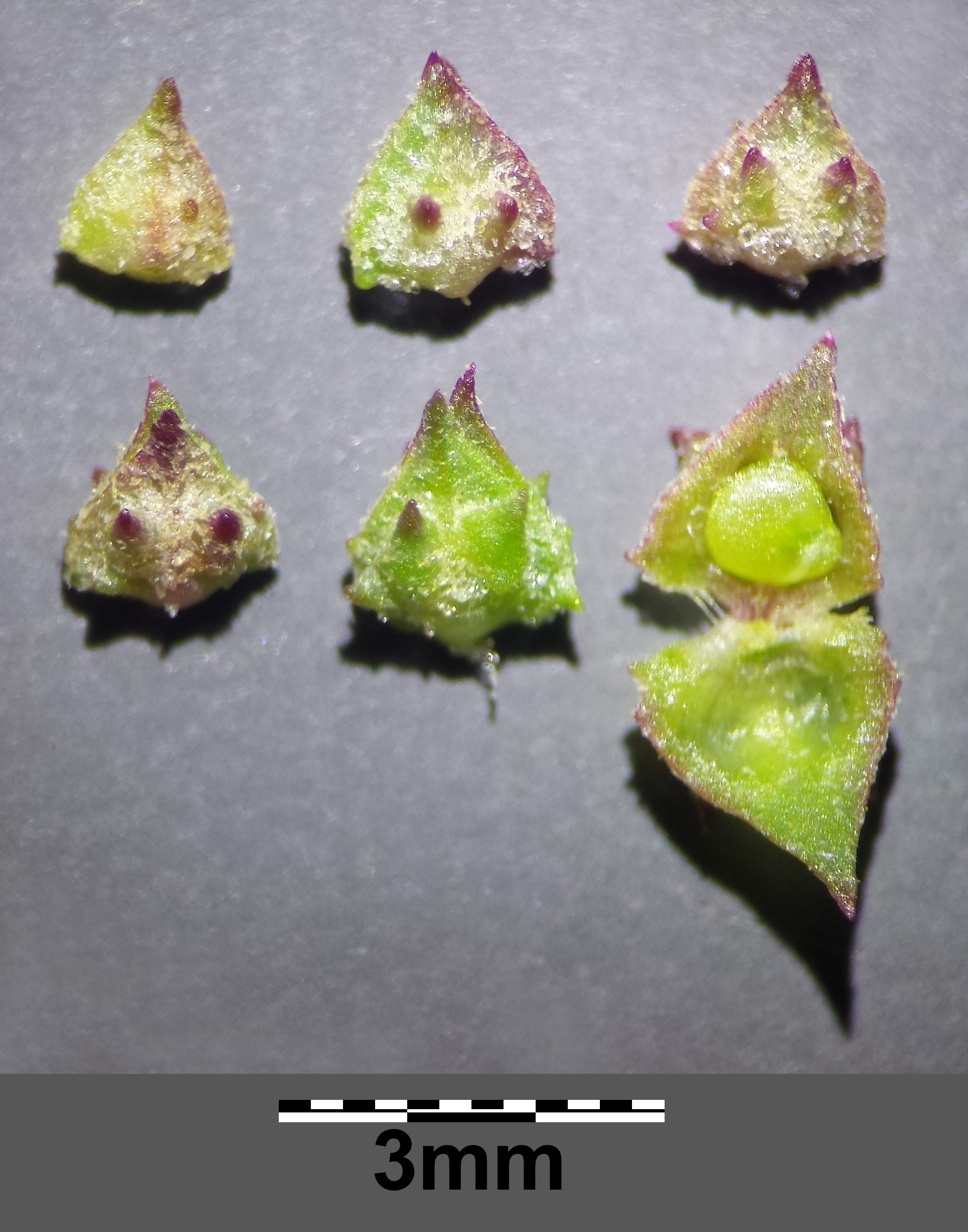
Weibliche Blüten mit Vorblättern, rechts unten Vorblatt zurückgeschlagen

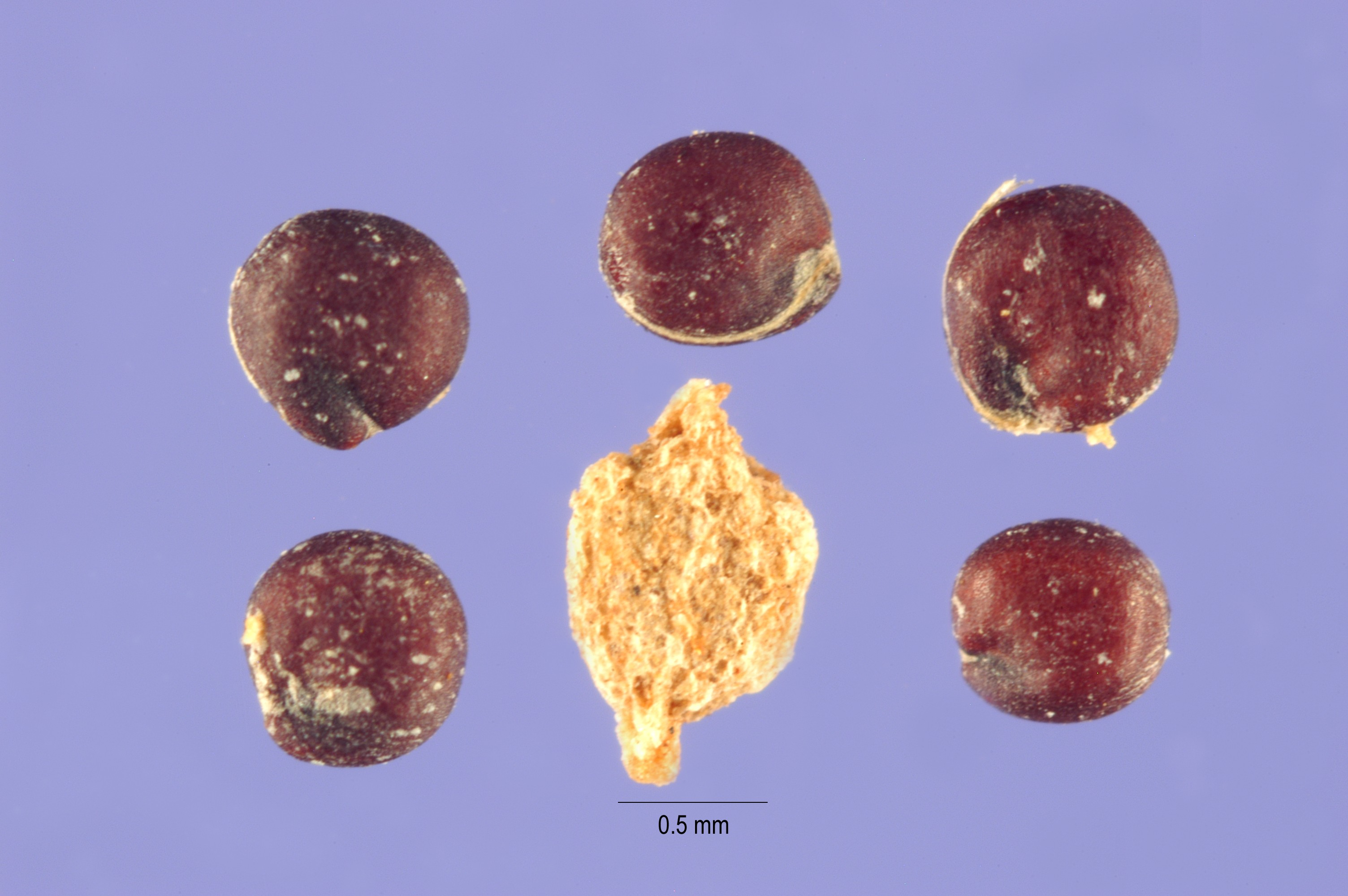
Samen

### Frucht und Samen
Die vertikale Frucht wird von den krautigen, nur am Grunde miteinander verwachsenen Vorblättern umhüllt, die sich zur Fruchtreife braun bis schwarz verfärben können und basal nicht oder kaum knorpelig verhärten. Bei einer Länge von 3 bis 10 Millimetern sind die Vorblätter rhombisch bis eiförmig-dreieckig mit zugespitztem oberen Ende, meist ganzrandig oder etwas gezähnt; ihre Rückseite weist oft kleine Anhängsel auf.
Die häutige, gelblich-weiße Fruchtwand umgibt den Samen. Es gibt zwei verschiedene Samentypen (Heterokarpie):
Hellbraune, etwas konkave Samen mit einem Durchmesser von 1,6 bis 2,5 Millimetern sowie rötlich-schwarze, flache oder etwas konvexe Samen mit einem Durchmesser von nur 1 bis 1,5, selten bis zu 2 Millimetern.

### Chromosomenzahl
Als Chromosomenzahlen werden mehrmals 2n = 18 und einmal 2n = 36 angegeben.

### Photosyntheseweg
Die Spieß-Melde ist eine C3-Pflanze mit normaler Blattanatomie.

## Ökologie
Die Bestäubung erfolgt in der Regel durch den Wind, selten auch durch Selbstbestäubung oder durch Insekten.
Die Spieß-Melde wird von den Raupen des Bläulings Brephidium exilis als Nahrung genutzt.
Auch die Larve des Rüsselkäfers Gronops inaequalis frisst an Atriplex prostrata.
Die Nymphen der Meldenwanze Parapiesma quadratum saugen den Saft der Spieß-Melde.
Zwei Arten Falscher Mehltau, Peronospora farinosa und Peronospora minor, leben parasitisch auf der Spieß-Melde.
Auf lebenden Stängeln können zahlreiche schwarze Flecken durch die Fruchtkörper (Pyknidien) der Schlauchpilze-Anamorphe Stagonospora atriplicis hervorgerufen werden. Zunächst bernsteinfarbige, später schwarze Flecken auf den Blättern werden von den Pyknidien von Ascochyta chenopodii und Cercospora chenopodii gebildet. Braune Blattflecken entstehen durch die Pyknidien von Septoria chenopodii.

## Vorkommen
Das natürliche Verbreitungsgebiet der Spieß-Melde umfasst fast ganz Europa, Nordafrika, Südwestasien und Zentralasien bis zum chinesischen Xinjiang, insbesondere die Steppen- und Halbwüstenzone Eurasiens. In Europa fehlt sie nur in Belarus und kommt in Island nur eingeschleppt vor. Auch in anderen Regionen ist sie ein Neophyt. In Nordamerika wurde sie vermutlich eingeführt und konnte sich dort weit verbreiten. Auch in Australien ist sie ein Neophyt.
Ihr Lebensraum sind die Ufer von Gewässern, salzige Böden der Küsten und im Inland bis zu Höhenlagen von 2000 Metern. Auch als Ruderalpflanze kommt sie vor, beispielsweise an Straßenrändern.
In Deutschland ist die Spieß-Melde einheimisch und ist bundesweit vertreten. Sie wächst in Salzpflanzenfluren an den Spülsäumen der Küsten und an Binnensalzstellen, an trockenfallenden Flussufern oder in kurzlebigen Unkrautfluren, gelegentlich auch in Äckern. Im System der Pflanzensoziologie ist sie Kennart der Ordnung Cakiletalia maritimae, Kennart des Verbands Chenopodion rubri, und besitzt ihr Hauptvorkommen im Verband Sisymbrion.
Sie ist eine Zeigerpflanze für übermäßigen Stickstoffreichtum im Boden. Die ökologischen Zeigerwerte nach Landolt et al. 2010 sind in der Schweiz: Feuchtezahl F = 3w (mäßig feucht aber mäßig wechselnd), Lichtzahl L = 4 (hell), Reaktionszahl R = 4 (neutral bis basisch), Temperaturzahl T = 4+ (warm-kollin), Nährstoffzahl N = 4 (nährstoffreich), Kontinentalitätszahl K = 4 (subkontinental).

## Systematik
Die Spieß-Melde (Atriplex prostrata) zählt innerhalb der Gattung Atriplex zur Sektion Teutliopsis Dumort.
Die Erstbeschreibung von Atriplex prostrata erfolgte 1805 durch Augustin-Pyrame de Candolle in Jean-Baptiste de Lamarck und Augustin-Pyrame de Candolle: Flore Française, 3. Édition, S. 387.
Synonyme für Atriplex prostrata DC. sind Atriplex deltoidea Bab., Atriplex latifolia Wahlenb., Atriplex oppositifolia DC., Atriplex platysepala Guss., Atriplex polonica Zapalł., Atriplex triangularis Willd., Atriplex hastata subsp. polonicum (Zapalł.) Aellen, Atriplex prostrata subsp. deltoidea (Bab.) Rauschert, Atriplex prostrata subsp. latifolia (Lindm.) Rauschert, Atriplex prostrata subsp. polonica (Zapalł.) Uotila, Atriplex prostrata subsp. triangularis (Willd.) Rauschert.
In zahlreichen Florenwerken wurde diese Art „fälschlich“ als Atriplex hastata bezeichnet. Dieser ungültige Name ist aber ein Synonym von Atriplex calotheca (Rafn) Fr.

## Nutzung
Die Laubblätter der Spieß-Melde sind gekocht essbar und wie Spinat zuzubereiten. Ihr milder, etwas ausdrucksloser Geschmack sollte durch Zugabe von Gewürzkräutern verbessert werden. Auch die Samen können gekocht verzehrt werden. Gemahlen eignen sie sich zum Andicken von Speisen oder als Mehlzusatz für Brot. Wegen der geringen Größe der Samen ist das Ernten allerdings mühsam.